# Three of a Kind
Three of a Kind és un programa d'esquetxos de comèdia britànica protagonitzat pels còmics Tracey Ullman, Lenny Henry i David Copperfield. la BBC en va fer tres temporades entre 1981 i 1983.
L¡espectacle va reforçar les carreres d'Ullman i Henry, a més de ser un punt de partida per a joves escriptors com
Rob Grant i Doug Naylor, Ian Hislop i Nick Revell.
Ullman i Henry van tenir un gran èxit després del programa, Ullman va llançar una breu però reeixida carrera com a cantant pop el 1983 abans de protagonitzar el sitcom d'ITV Girls On Top el 1985 i després passar a una carrera d'alt nivell a la televisió nord-americana. Henry va rebre la seva pròpia sèrie de la BBC The Lenny Henry Show en 1984 i segueix sent una aparició semi-regular a la televisió britànica fins avui. Tanmateix Copperfield va tenir menys èxit i s'ha vist relativament poc des que va acabar la sèrie.

## Llançament comercial

### Llibres
- El llibre Three of a Kind, amb diversos esquetxos de la sèrie, va ser publicat per la BBC el 1983.

### Vídeo i DVD
Un sol vídeo del programa, titulat Three of a Kind i llançat sota la el títol "Best of British Comedy", va aparèixer el 1988 a 20th Century Fox. Contenia els quatre episodis de la primera temporada editats junts en un programa sense les actuacions musicals convidades.
El mateix vídeo es va publicar anteriorment al Regne Unit el 1985 per BBC Video i es va reeditar el 1998 sota Paradox Videos. El 2005 i el 2006 es van llançar al Regne Unit els DVD de cada temporada per 2Entertain (BBC Worldwide).

### Vinil
- Es va publicar un àlbum de comèdia el 1983.
- L'esquetx de Tracey Ullman 'Little Red Riding Hood' es va mostrar en una pista de 12 polzades electro-boogie de Stiff Records [BUY IT 217]. El disc es va gravar el 1984 i només existeix com a prova de marca blanca. 'Little Red Riding Hood' no es va publicar mai per problemes de copyright. Algunes còpies d'aquest disc extremadament rar "One Of A Kind" estampat a la màniga, una referència tant a Tracey Ullman com al nom de l'espectacle.